# Eidolon
Eidolon és un gènere de ratpenats de la subfamília dels pteropodins que conté les dues espècies següents:
- E. dupreanum, de Madagascar
- Ratpenat frugívor pallós (E. helvum), de l'Àfrica central i Meridional